# Jerry Rix

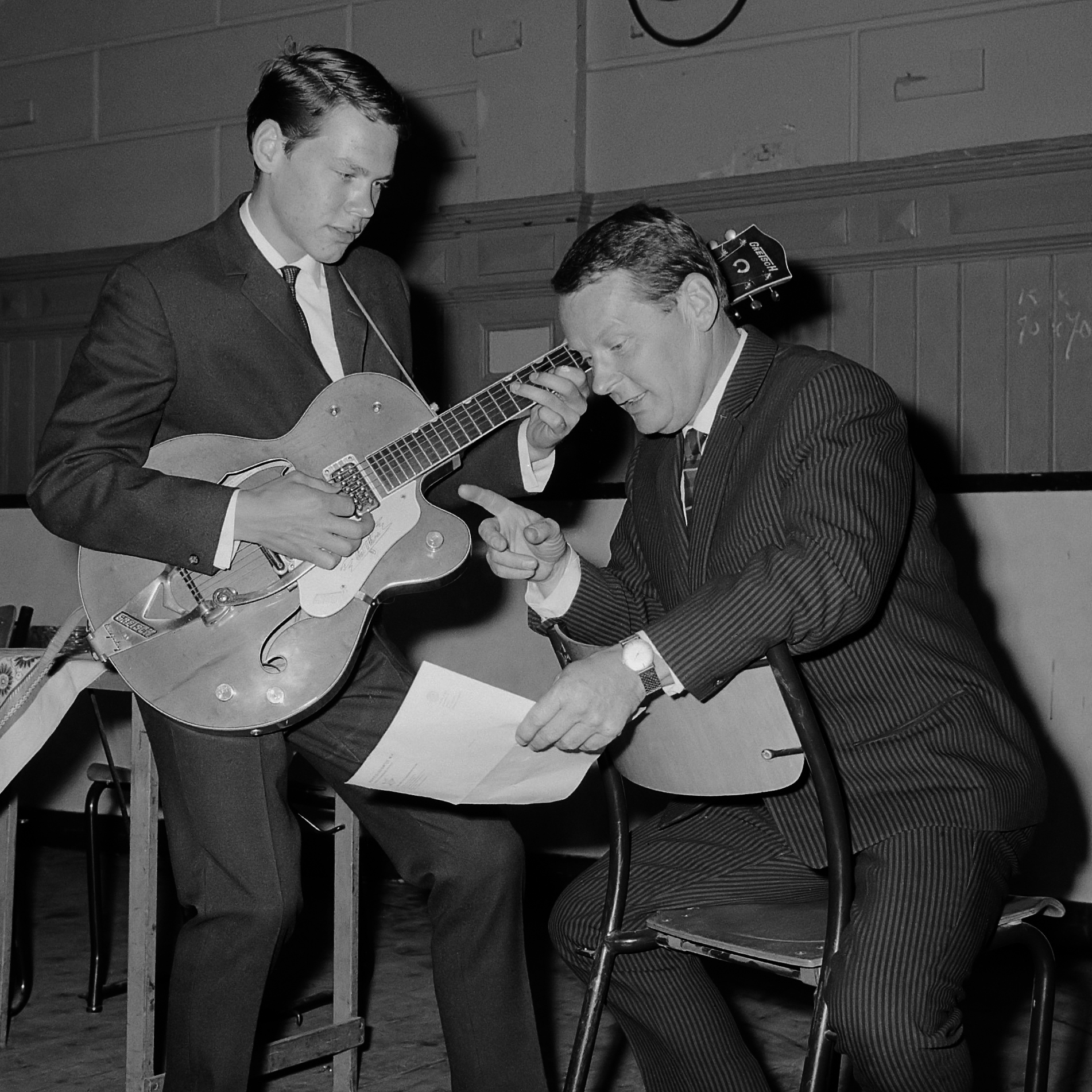
Jerry (li.) und sein Vater Toby Rix, 1964

Jerry Rix, bürgerlich Geertjan Lacunes (* 19. Juni 1947 in Amsterdam; † 3. Januar 2016 auf Rhodos, Griechenland) war ein niederländischer Sänger, vorwiegend bekannt als Disco-, Pop- und Schlagersänger.

## Leben
Jerry Rix war der Sohn des Sängers und Varietékünstlers Toby Rix (* 1920 - † 2017), dessen bürgerlicher Name Tobias Lacunes lautet. Sein Vater war unter anderem häufig in der Rudi Carrell Show zu Gast. Seine Schwester ist die Schauspielerin Maroesja Lacunes (* 1945).
1964 veröffentlichte Jerry Rix seine erste Single Ebb Tide, damals unter dem Pseudonym Gerry Rix. 1967 nahm er zusammen mit Patricia Paay für die Niederlande am belgischen Knokke-Festival in Knokke-Heist teil. 1967 belegte er bei einem Songfestival in Rumänien den fünften Platz.
Anfang der 1970er Jahre trat er bereits im deutschen Fernsehen mit deutschen Titeln auf. So trat er erstmals 1970 im ZDF-Magazin Die Drehscheibe auf, im Januar 1971 sein erstes Mal in der ZDF Hitparade und war in diesem Zeitraum ebenfalls in der Rudi Carrell Show zu Gast. Insgesamt war er dreimal in der Drehscheibe- und dreimal in der Hitparade-Sendung als Sänger vertreten. Im Mai 1973 sah man ihn dann in der Musikshow Musik aus Studio B. 1974 war er Mitglied des Gesangsensembles Love Generation.
1976 erschien sein erfolgreichster Titel. Disco Train erreichte in der Jahresauswertung der WDR-Schlagerrallye 1976 Platz 24 sowie 1977 Platz 35 in den US-amerikanischen Hot Dance/Disco-Charts und Platz 92 in den R&B-Charts.
Ab Mitte der 1970er Jahre begann er auch, als Studiosänger und Songwriter für bekannte Interpreten zu arbeiten, beispielsweise für Donna Summer, La Bionda, Boney M., Joy Fleming, Anja Hauptmann, Gitte Hænning und viele weitere. Die männliche Stimme auf allen Tonträgern der Frauen-Popgruppe Silver Convention stammt ebenfalls von ihm.
Im Duett mit Linda G. Thompson veröffentlichte er die Singles Du bist schuld, dass unsere Kinder so aussehen wie du (1978) und Wochenende (1979). Mit letzterem Song traten beide 1979 bei der deutschen Vorentscheidung zum Eurovision Song Contest an und erreichten den elften Platz. 1981 gründete er eine Band namens „Lo Budget And The Raincoats“, die eine Single herausbrachte.
Rix lebte mit seiner Frau Jutta, geborene Mairiedl, im Dorf Lachania auf Rhodos, Griechenland. und ist dort am 3. Januar 2016 an den Folgen seiner Prostata-Krebserkrankung verstorben.

## Diskografie
(hier nur Solo-Veröffentlichungen)
Viele seiner Lieder wurden auch auf Samplern veröffentlicht.
Alben
- 1971: Mein Weg zu dir (Liberty Records)
- 1972: Jerry Rix (Intercord)
- 1973: Jerry Rix (Intercord; Anm.: enthält andere Titel)
- 1989: Jerry Rix Sings Diane Warren – Nothing’s Gonna Stop Us Now (White Records)

Singles
- 1964: Ebb Tide (als Gerry Rix)
- 1970: Wie ein Bettler vor der Tür / Champs Elysées (Liberty Records)
- 1971: Mein Weg zu dir / Sie lieben dich – so wie ich (Liberty Records)
- 1971: Nur für dich / Hello Rosy (United Artists Records)
- 1973: Ich will mehr als nur dein Freund sein / … und der Zug läuft langsam ein (Intercord)
- 1973: Ich mag dich / Denk’ an heute (Intercord)
- 1974: Bad, bad Leroy Brown / Regentag (Warner Bros.)
- 1975: Hey Big Mama / Was einst war (Warner Bros.)
- 1975: Mit dem Feuer sollst du nicht spielen / Gedanken (Warner Bros.)
- 1976: Disco Train / Hands full of Nothing (Jupiter Records)
- 1977: I wanna see your Dance / Friday’s Song (Jupiter Records / Columbia Records / Inter Global Music)
- 1977: Heu in den Haaren / Sommer (Jupiter Records)
- 1977: Hay in your Hair / Oh, City Woman (Jupiter Records)
- 1978: Süße 17 / Wer tanzt da durch den Park? (Jupiter Records)